# Ayumi Morita
Ayumi Morita (Õta, 11 de Março de 1990) é uma ex-tenista profissional do Japão. Seus melhores rankings foram o 40 (simples) e 65 (duplas). Nunca conquistou um título WTA.
Seu último jogo foi pelo ITF de Tóquio, em novembro de 2022, onde perdeu na estreia de simples. Porém, anunciou a aposentadoria somente em 2023.

## Finais

### Circuito WTA

#### Duplas: 2 (0–2)
| Campeã                                       |
| -------------------------------------------- |
| Grand Slam (0–0)                             |
| WTA Tour Championships (0–0)                 |
| Tier I / Premier Mandatory & Premier 5 (0–0) |
| Tier II / Premier (0–0)                      |
| Tier III, IV & V / International (0–2)       |
| WTA 125 series (0–0)                         |

| Resultado | N. | Data              | Torneio                                        | Piso | Parceira       | Oponentes                    | Score in the final |
| --------- | -- | ----------------- | ---------------------------------------------- | ---- | -------------- | ---------------------------- | ------------------ |
| Vice      | 1. | Outubro 7, 2007   | Bangkok Open, Bangkok, Tailândia               | Duro | Junri Namigata | Sun Tiantian Yan Zi          | w/o                |
| Vice      | 2. | Setembro 29, 2008 | Japan Open Tennis Championships, Tóquio, Japão | Duro | Aiko Nakamura  | Jill Craybas Marina Erakovic | 6–4 5–7 [6–10]     |

### Circuito WTA 125

#### Simples: 1 (1–0)
| Campeã                                       |
| -------------------------------------------- |
| Grand Slam (0–0)                             |
| WTA Tour Championships (0–0)                 |
| Tier I / Premier Mandatory & Premier 5 (0–0) |
| Tier II / Premier (0–0)                      |
| Tier III, IV & V / International (0–0)       |
| WTA 125 series (0–1)                         |

| Resultado | N. | Data            | Campeonato     | Piso | Oponente    | Placar   |
| --------- | -- | --------------- | -------------- | ---- | ----------- | -------- |
| Vice      | 1. | 3 Novembro 2013 | Nanjing, China | Duro | Zhang Shuai | 4–6 ret. |